# Ferencz József Gyulay
Grof Ferencz József Gyulay (tudi Ferenc Gyulai, Ferencz Gyulaj, oz. Franz Gyulai), avstrijski feldmaršal madžarskega rodu, * 1. september 1798, † 1. september 1868.
Bil je guverner Lombardije-Benečije in med bitko pri Magentu je doživel katastrofalen poraz.

## Življenjepis
Rodil se je Ignazu Gyulaiju von Máros-Nemeth und Nádaska in Marii Freiin von Edelsheim; oče je bil avstrijski general med Napoleonovimi vojnami in bil tudi ban Hrvaške (1806-1831).
Do leta 1849 se je Ferencz povzpel do čina podmaršala in bil poleti istega leta imenovan za obrambnega ministra Avstrije; na tem položaju je ostal samo eno leto, saj se je sprl s cesarjem Francem Jožefom in njegovim generaladjutantom Grünne, ki je deloval preko Gyulayja in sam dajal navodila vojnemu ministrstvu. Leta 1857, po upokojitvi Radetzkega, je bil Gyulay imenovan za guvernerja Lombardije-Benečije, pri čemer je bil nastanjen v Milanu.
Kot poveljnik avstrijskih sil v severni Italiji je zdaj feldmaršal Gyulay vodil avstrijske sile med drugo italijansko osamosvojitveno vojno. 20. maja 1859 je bila avstrijska armada, pod poveljstvom grofa Stadiona, premagana v bitki za Montebello in posledično se je Gyulay umaknil nazaj v Avstrijo. Gyulay je sam vodil avstrijske sile med bitko za Magento, katero je izgubil, zaradi česar je bil odpoklican na Dunaj.